# Mark Bloom
Mark Bloom (Marietta, 25 novembre 1987) è un ex calciatore statunitense, di ruolo difensore.

## Carriera
Ha giocato complessivamente 43 partite in MLS.